# 一恋一会ラジオ
『一恋一会ラジオ』(いちごいちえらじお)は、大矢梨華子YouTubeチャンネルで放送されているインターネットラジオである。
詳細な名称は、冠詞・スポンサー名を含めた大矢梨華子ミュージックショー『一恋一会ラジオ』 supported by FUJIFILM WONDER PHOTO SHOPである。

## パーソナリティ
- 大矢梨華子

## 放送時間
- 毎週金曜日23時00分から約30分間。

## 概要
大矢梨華子の1stミニアルバム『一恋一会（いちごいちえ）』の発売を記念して、2020年6月19日（金）から始まったインターネットラジオ番組である。主に、ゲストを迎えて複数放送回分をオンライン公開収録する。番組前半はテーマに沿ってトークを行い、番組後半は映像を交えたライブセッションが放送される。大矢梨華子YouTubeチャンネルにてプレミア配信された後、YouTube、Spotify、SoundCloud、Podcastにてアーカイブ配信されている。2020年10月31日から大矢梨華子が充電期間に入ったため、11月から放送休止中となっている。

## 放送内容
| #  | 放送日         | 収録日         | 会場                      | ゲスト                                         | 主な内容 |
| -- | -------------- | -------------- | ------------------------- | ---------------------------------------------- | --- |
| 1  | 2020年6月19日  | 2020年6月9日   | 浅草九劇                  | 鶴 (バンド)                                    | トークテーマ 「一」 |
| 2  | 2020年6月26日  | 2020年6月9日   | 浅草九劇                  | 鶴                                             | トークテーマ 「恋」 |
| 3  | 2020年7月3日   | 2020年6月9日   | 浅草九劇                  | 鶴                                             | トークテーマ 「一」 ライブパート M-1 LOVE LOVE SHOW / THE YELLOW MONKEY Vo. & Gt. 秋野温、 Ba. 神田雄一朗、Per. 笠井快樹 |
| 4  | 2020年7月10日  | 2020年6月9日   | 浅草九劇                  | 鶴                                             | トークテーマ 「会」 ライブパート M-1 バタフライ / 鶴 Vo. & Gt. 大矢梨華子、秋野温、 Ba. 神田雄一朗、Per. 笠井快樹 |
| 5  | 2020年7月17日  | 2020年7月7日   | 下北沢近松                | THEラブ人間、 梅津拓也(スペシャルアシスタント) | トークテーマ 「一」 ライブパート M-1 これはもう青春じゃないか / THEラブ人間 Vo. & Gt. 金田康平、 Dr. 富田貴之、 Ba. 梅津拓也、 Vn. 谷崎航大、Key. ツネ・モリサワ |
| 6  | 2020年7月24日  | 2020年7月7日   | 下北沢近松                | THEラブ人間、梅津拓也(スペシャルアシスタント)  | トークテーマ 「恋」 ライブパート M-1 コールドムーン / 大矢梨華子 Vo. 大矢梨華子、 Gt. 金田康平、 Ba. 梅津拓也、 Dr. 富田貴之 M-2 恋ってなんなんでしょね? / 大矢梨華子 Vo. 大矢梨華子、 Gt. 金田康平、 Ba. 梅津拓也、 Dr. 富田貴之 M-3 何億光年 / 大矢梨華子 Vo. 大矢梨華子、 Gt. 金田康平、 Ba. 梅津拓也、 Dr. 富田貴之 |
| 7  | 2020年7月31日  | 2020年7月7日   | 下北沢近松                | THEラブ人間、 梅津拓也(スペシャルアシスタント) | トークテーマ 「一」 ライブパート M-1 キラキラ! / 曽我部恵一BAND Vo. & Gt. 金田康平、 Dr. 富田貴之、 Ba. 梅津拓也、 Vn. 谷崎航大、Key. ツネ・モリサワ |
| 8  | 2020年8月7日   | 2020年7月7日   | 下北沢近松                | THEラブ人間、梅津拓也(スペシャルアシスタント)  | トークテーマ 「会」 ライブパート M-1 クリームソーダ / THEラブ人間 Vo. 大矢梨華子、 Gt.&Vo. 金田康平、 Ba. 梅津拓也、 Dr. 富田貴之、 Vn. 谷崎航大、Key. ツネ・モリサワ |
| 9  | 2020年8月14日  | 2020年8月4日   | 下北沢近松                | vivid undress                                  | トークテーマ 「一」 ライブパート M-1 パラレルワ / vivid undress Vo. kiila、 Gt. yu-ya、 Ba. syunn、Key. rio、 Dr. tomoki |
| 10 | 2020年8月21日  | 2020年8月4日   | 下北沢近松                | vivid undress                                  | トークテーマ 「恋」 ライブパート M-1 出会えたんだ / vivid undress Vo. 大矢梨華子、kiila、 Gt. yu-ya、 Ba. syunn、Key. rio、 Dr. tomoki |
| 11 | 2020年8月28日  | 2020年8月4日   | 下北沢近松                | vivid undress                                  | トークテーマ 「一」 ライブパート M-1 閃光少女 / 東京事変 Vo. kiila、 Gt. yu-ya、 Ba. syunn、Key. rio、 Dr. tomoki |
| 12 | 2020年9月11日  | 2020年8月4日   | 下北沢近松                | vivid undress                                  | トークテーマ 「一」 ライブパート M-1 僕はまだ大人になれない / 大矢梨華子 Vo. 大矢梨華子、kiila、 Gt. yu-ya、 Ba. syunn、Key. rio、 Dr. tomoki |
| 13 | 2020年9月11日  | 2020年8月27日  | 心斎橋・Live House Pangea |                                                | 東名阪オンラインリリースツアー「あらためまして大矢梨華子です！」総集編スペシャル・大阪編 ライブパート M-1 1422 / 大矢梨華子 Vo. & Gt. 大矢梨華子、 Gt. 金田康平、 Dr. 富田貴之、 Ba. 梅津拓也 M-2 トワイライト / 大矢梨華子 Vo. & Gt. 大矢梨華子、 Gt. 金田康平、 Dr. 富田貴之、 Ba. 梅津拓也 M-3 僕はまだ恋を知らない / 大矢梨華子 Vo. & Gt. 大矢梨華子、 Gt. 金田康平、 Dr. 富田貴之、 Ba. 梅津拓也                                                                                      |
| 14 | 2020年9月18日  | 2020年8月28日  | 名古屋・RAD SEVEN         |                                                | 東名阪オンラインリリースツアー「あらためまして大矢梨華子です！」総集編スペシャル・名古屋編 ライブパート M-1 僕はまだ大人になれない / 大矢梨華子 Vo. & Gt. 大矢梨華子、 Gt. 金田康平、 Dr. 富田貴之、 Ba. 梅津拓也 M-2 響けプレリュード / 大矢梨華子 Vo. & Gt. 大矢梨華子、 Gt. 金田康平、 Dr. 富田貴之、 Ba. 梅津拓也 M-3 何億光年 / 大矢梨華子 Vo. & Gt. 大矢梨華子、 Gt. 金田康平、 Dr. 富田貴之、 Ba. 梅津拓也                                                                          |
| 15 | 2020年9月25日  | 2020年8月30日  | 下北沢近松                |                                                | 東名阪オンラインリリースツアー「あらためまして大矢梨華子です！」総集編スペシャル・東京編 ライブパート M-1 ヘタクソな心 / 大矢梨華子 Vo. & Gt. 大矢梨華子、 Key. 太田悠華 M-2 僕等は生きていく / 大矢梨華子 Vo. & Gt. 大矢梨華子、 Gt. 金田康平、 Dr. 富田貴之、 Ba. 梅津拓也 M-3 コールドムーン / 大矢梨華子 Vo. & Gt. 大矢梨華子、 Gt. 金田康平、 Dr. 富田貴之、 Ba. 梅津拓也 M-4 恋ってなんなんでしょね？ / 大矢梨華子 Vo. & Gt. 大矢梨華子、 Gt. 金田康平、 Dr. 富田貴之、 Ba. 梅津拓也 |
| 16 | 2020年10月9日  | 2020年10月4日  | 新宿レッドクロス          | 草野華余子                                     | トークテーマ 「一」 ライブパート M-1 いいひと / 草野華余子 Vo. 大矢梨華子、 Vo. & Gt. 草野華余子 |
| 17 | 2020年10月16日 | 2020年10月4日  | 新宿レッドクロス          | 草野華余子                                     | トークテーマ 「恋」 ライブパート M-1 さよならくちびる / ハレルオ Vo. & Gt. 大矢梨華子、 Vo. & Gt. 草野華余子 |
| 18 | 2020年10月23日 | 2020年10月4日  | 新宿レッドクロス          | 草野華余子                                     | トークテーマ 「一会」 ライブパート M-1 響けプレリュード / 大矢梨華子 Vo. 大矢梨華子、 Vo. & Gt. 草野華余子 |
| 19 | 2020年10月30日 | 2020年10月30日 | 下北沢近松                | 金田康平                                       | 大矢梨華子バースデースペシャル 下北沢より愛を込めて |